# Lake St. Andrew Provincial Park
Lake St. Andrew Provincial Park är en park i Kanada.   Den ligger i provinsen Manitoba, i den sydöstra delen av landet, 1 700 km väster om huvudstaden Ottawa. Lake St. Andrew Provincial Park ligger 226 meter över havet.
Terrängen runt Lake St. Andrew Provincial Park är mycket platt. Trakten runt Lake St. Andrew Provincial Park är nära nog obefolkad, med mindre än två invånare per kvadratkilometer.. 